# Butley
Butley est un village et une paroisse civile du Suffolk au Royaume-Uni. 
Le village est connu pour le Butley Priory (en).